# Tekellina yoshidai
Espèce
Tekellina yoshidai est une espèce d'araignées aranéomorphes de la famille des Synotaxidae.

## Distribution
Cette espèce est endémique du kraï du Primorié en Russie,.

## Description
La femelle holotype mesure 1,5 mm.

## Systématique et taxinomie
Cette espèce a été décrite par Marusik et Omelko en 2017.

## Étymologie
Cette espèce est nommée en l'honneur de Hajime Yoshida.

## Publication originale
- Marusik & Omelko, 2017 : « A new species of Tekellina (Araneae, Araneoidea) from the Russian Far East. » Entomologica Fennica, vol. 28, no 3, p. 164-168.